# Казеев, Евгений Михайлович
Евгений Михайлович Казеев (13 августа 1940, Кисловодск, Ставропольский край, РСФСР — 30 января 2016, Москва, Российская Федерация) — советский и российский тренер по лёгкой атлетике, заслуженный тренер России.

## Биография
С детства увлекался спортом, выступал в соревнованиях по боксу и штанге, но наибольших успехов добился в лёгкой атлетике, став мастером спорта СССР в толкании ядра; был многократным чемпионом Ставропольского края. В 1968 г. в Ленинграде на летнем первенстве РСФСР завоевал бронзовую медаль с результатом 16,86 м. Был победителем соревнований ЦС «Спартак» с результатом 17,81 м.
Окончил Ставропольский государственный педагогический институт, факультет физической культуры и спорта, специальность — лёгкая атлетика. Потом переехал в Москву. По завершении спортивной карьеры перешёл на тренерскую работу. Его ученик Павел Софьин завоевал золотую медаль на Всемирных юношеских играх в Москве (1998). В числе воспитанников тренера — победители и призёры международных соревнований, чемпионатов и первенств России и Москвы.

## Награды и звания
Награждён медалью ордена «За заслуги перед Отечеством» II степени. 
Заслуженный тренер России.